# Violet Cry
『Violet Cry』（バイオレットクライ）は、GARNiDELiAの2枚目のオリジナルアルバム。2016年12月14日にSME Recordsから発売された。

## 概要
前作『Linkage Ring』から約1年11ヶ月振りにリリースされたオリジナルアルバム（インディーズベストも含めた場合は、約1年4ヶ月振りのリリース）。
初回生産限定盤A（Blu-ray）、初回生産限定盤B（DVD）、通常盤の3形態で発売され、特典映像としてMusic Video3曲と2015年11月7日にToyosuPITで行われたワンマンライブ「stellacage vol.Ⅲ」のライブ映像3曲などを収録している。

## 収録曲
全作詞:MARiA、作曲･編曲:toku（6のみ作詞：MARiA、toku）
1. EXXXTASY [3:34]
2. REAL [4:35]
3. 約束-Promise code- [4:15]
  - 5thシングル。テレビアニメ『クオリディア・コード』2ndエンディングテーマ。
4. Burning Soul [3:56]
  - 配信シングル。PCゲーム『ソウルワーカー』テーマソング。
5. LIFE [4:04]
6. 祈りの歌 [4:53]
7. Cry [4:27]
  - リード曲。
8. 極楽浄土（中国語版） [3:39]
  - 5thシングル収録曲。
9. NEON NIGHT [3:58]
10. BAD BOY -GARNiDELiA vs HEAVYGRINDER- [3:59]
11. My little happiness [4:30]
12. 変わらないモノ [4:31]
13. MIRAI [5:41]
  - 4thシングル。テレビアニメ『ガンスリンガー ストラトス』エンディングテーマ。

### 初回限定盤映像
- 「Cry」 Music Video
- 「約束-Promise code-」 Music Video
- 「MIRAI」 Music Video

初回限定盤Aのみ
- 「True High」 ライブ映像
- 「Steps」 ライブ映像
- 「PiNK CAT」 ライブ映像

初回限定盤Bのみ
- 「紫苑」 リリックビデオ
- 「Violet Cry」 メイキング映像
- 「MIRAI」 ショートフィルム

## 演奏
- メイリア：Vocals
- toku
  - Programming
  - Keyboards (#3-7.9.11.12.13)
  - Seaboard (#3)
  - Mix (#4.5.6.8.11)
- セキタヒロシ：Bass (#2-7.12)
- みっちゃん：Drums (#2.5-6.7.12)
- 梶原健生：Guitar (#2-7.9.12.13)
- 早川誠一郎：Drums (#3)
- 日俣綾子：Violin & Viola (#3.4.7)
- かどしゅんたろう：Drums (#4)
- 辻本美博 (CALMERA)：Saxophone (#9)
- 小林洋介 (CALMERA)：Trumpet (#9)
- たなせゆうや (CALMERA)：Trombone (#9)
- HEAVYGRINDER：Vocal, Programming (#10)
- KATFYR：Programming, Mix (#10)
- 中西亮輔：Strings Arrangement (#13)
- 室屋光一郎、徳永友美：1st Violin (#13)
- 伊藤彩、納富彩歌：2nd Violin (#13)
- 榎戸崇浩、菊地幹代：Viola (#13)
- 堀沢真己、結城貴弘：Cello (#13)